# HNRNPF
HNRNPF (англ. Heterogeneous nuclear ribonucleoprotein F) – білок, який кодується однойменним геном, розташованим у людей на короткому плечі 10-ї хромосоми.  Довжина поліпептидного ланцюга білка становить 415 амінокислот, а молекулярна маса — 45 672.
| 10         |  | 20         |  | 30         |  | 40         |  | 50         |
| ---------- |  | ---------- |  | ---------- |  | ---------- |  | ---------- |
| MMLGPEGGEG |  | FVVKLRGLPW |  | SCSVEDVQNF |  | LSDCTIHDGA |  | AGVHFIYTRE |
| GRQSGEAFVE |  | LGSEDDVKMA |  | LKKDRESMGH |  | RYIEVFKSHR |  | TEMDWVLKHS |
| GPNSADSAND |  | GFVRLRGLPF |  | GCTKEEIVQF |  | FSGLEIVPNG |  | ITLPVDPEGK |
| ITGEAFVQFA |  | SQELAEKALG |  | KHKERIGHRY |  | IEVFKSSQEE |  | VRSYSDPPLK |
| FMSVQRPGPY |  | DRPGTARRYI |  | GIVKQAGLER |  | MRPGAYSTGY |  | GGYEEYSGLS |
| DGYGFTTDLF |  | GRDLSYCLSG |  | MYDHRYGDSE |  | FTVQSTTGHC |  | VHMRGLPYKA |
| TENDIYNFFS |  | PLNPVRVHIE |  | IGPDGRVTGE |  | ADVEFATHEE |  | AVAAMSKDRA |
| NMQHRYIELF |  | LNSTTGASNG |  | AYSSQVMQGM |  | GVSAAQATYS |  | GLESQSVSGC |
| YGAGYSGQNS |  | MGGYD      |  |            |  |            |  |            |

A: Аланін

C: Цистеїн

D: Аспарагінова кислота

E: Глутамінова кислота

F: Фенілаланін

G: Гліцин

H: Гістидин

I: Ізолейцин

K: Лізин

L: Лейцин

M: Метіонін

N: Аспарагін

P: Пролін

Q: Глутамін

R: Аргінін

S: Серин

T: Треонін

V: Валін

W: Триптофан

Кодований геном білок за функцією належить до рибонуклеопротеїнів. 
Задіяний у таких біологічних процесах як процесінг мРНК, сплайсінг мРНК. 
Білок має сайт для зв'язування з РНК. 
Локалізований у ядрі.